# Willum Þór Willumsson
Willum Þór Willumsson (Garðabær, 23 de octubre de 1998) es un futbolista islandés que juega en la demarcación de centrocampista para el Birmingham City F. C. de la EFL Championship.

## Selección nacional
Después de jugar en la selección de fútbol sub-19 de Islandia y en la sub-21, finalmente hizo su debut con la selección absoluta el 15 de enero de 2019 en un encuentro amistoso contra Estonia que finalizó con un resultado de empate a cero.

## Clubes
| Club                  | País         | Año       | Partidos | Goles |
| --------------------- | ------------ | --------- | -------- | ----- |
| Breiðablik UBK        | Islandia     | 2016-2019 | 43       | 7     |
| FC BATE Borisov       | Bielorrusia  | 2019-2022 | 79       | 14    |
| Go Ahead Eagles       | Países Bajos | 2022-2024 | 62       | 15    |
| Birmingham City F. C. | Inglaterra   | 2024-     | 48       | 7     |

## Palmarés

### Campeonatos nacionales
| Título                   | Club            | País        | Año  |
| ------------------------ | --------------- | ----------- | ---- |
| Copa de Bielorrusia      | FC BATE Borisov | Bielorrusia | 2020 |
| Copa de Bielorrusia      | FC BATE Borisov | Bielorrusia | 2021 |
| Supercopa de Bielorrusia | FC BATE Borisov | Bielorrusia | 2022 |